# Giovanni Sartori (politik)
Giovanni Sartori, též Johann Ritter von Sartori a Montecroce (29. srpna 1808 Fiera di Primiero – 8. srpna 1878 Fiera di Primiero) byl rakouský státní úředník a politik italské národnosti z Tyrolska (respektive z Jižního Tyrolska), v 60. letech 19. století poslanec rakouské Říšské rady.

## Biografie
Působil jako vedoucí oddělení na místodržitelství pro jižní Tyrolsko. Měl titul dvorního rady. Získal i šlechtický titul.
Počátkem 60. let se s obnovou ústavního systému vlády zapojil do vysoké politiky. V zemských volbách roku 1861 byl zvolen na Tyrolský zemský sněm za kurii venkovských obcí, obvod Cavalese. Zemským poslancem byl v letech 1861–1866 a znovu v letech 1868–1869. Ve zdrojích panuje nejednotnost ohledně jeho politické orientace. Publikace o poslancích zemského sněmu uvádí, že byl konzervativně orientován. Podle dobového zdroje z konce 60. let ovšem náležel mezi italské liberály. Jiný dobový zdroj z poloviny 70. let ho řadil mezi italské národní klerikály.
Působil také coby poslanec Říšské rady (celostátního parlamentu Rakouského císařství), kam ho delegoval Tyrolský zemský sněm roku 1861 (Říšská rada tehdy ještě byla volena nepřímo, coby sbor delegátů zemských sněmů).
Zemřel v srpnu 1878.